# Ронкаљија Вакерија (Виченца)
Ронкаљија Вакерија је насеље у Италији у округу Виченца, региону Венето.
Према процени из 2011. у насељу је живело 10 становника. Насеље се налази на надморској висини од 62 м.